# Hollisia nigropicta
Hollisia nigropicta är en insektsart som beskrevs av Marius Descamps 1977. Hollisia nigropicta ingår i släktet Hollisia och familjen Thericleidae. Inga underarter finns listade i Catalogue of Life.